# Los Hombres Calientes
A Los Hombres Calientes egy New Orleans-i dzsessz-zenekar.
Bill Summers, Irvin Mayfield és Jason Marsalis voltak az alapító tagok.
Elsősorban a latin dzsesszt játszanak, leginkább afro-kubai kortárs dzsessz felfogásban.
1998-as lemezüket a New Orleans Times-Picayune rendesen megdicsérte.

| Los Hombres Calientes                     | Los Hombres Calientes                     |
| Kattints az alábbi külső linkek egyikére! | Kattints az alábbi külső linkek egyikére! |
| ----------------------------------------- | ----------------------------------------- |
| Nem található szabad kép.(?)              |                                           |
| külső link · jogvédett                    | Los Hombres Calientes                     |

## Lemezek
- Los Hombres Calientes 1 (1998)
- Los Hombres Calientes 2 (1999)
- Los Hombres Calientes 3 (2000)
- Los Hombres Calientes 4 (2003)
- Los Hombres Calientes 5 (2005)